# Bellocq (Pirineos Atlánticos)
 Bellocq  es una población y comuna francesa, en la región de Aquitania, departamento de Pirineos Atlánticos, en el distrito de Pau y cantón de Salies-de-Béarn.

## Demografía
| 807 | 836 | 790 | 757 | 702 | 684 |
| Para los censos de 1962 a 1999 la población legal corresponde a la población sin duplicidades (Fuente: INSEE [Consultar]) |     |     |     |     |     |